# Duganella lactea
Duganella lactea es una bacteria gramnegativa del género Duganella. Fue descrita en el año 2020. Su etimología hace referencia a lácteo. Es anaerobia facultativa y móvil por varios flagelos. Tiene un tamaño de 0,7-0,9 μm de ancho por 2,1-2,7 μm de largo. Forma colonias cremosas y convexas. Temperatura de crecimiento entre 4-34 °C, óptima de 24 °C. Catalasa y oxidasa positivas. Es sensible a amikacina, gentamicina, kanamicina, neomicina, doxiciclina, norfloxacino, ciprofloxacino y vancomicina. Resistente a oxacilina y clindamicina. Tiene un contenido de G+C de 63,3-63,8%. Se ha aislado de un río en China. 